# Sublimis Deus
Sublimis Deus utfärdades av påven Paul III 2 juni 1537. Den förbjöd att amerikanska urfolk, liksom alla andra infödd urfolk som var upptäckta (av européer) eller blev upptäckta i framtiden, gjordes till slavar, och förklarade att de hade själ och förstånd och förmåga att förstå kristendomen och skulle respekteras som människor och inte fick göras till slavar.
Sublimis Deus utfärdades mot bakgrund av den då spanska kolonisationen av Amerika, som hade upptäckts av Spanien 1492, och där det rådde förvirring kring hur de spanska kolonisterna skulle förhålla sig till ursprungsbefolkningen, samtidigt som kolonisterna hade börjat använda slavar. 
Sublimis Deus fick stor betydelse för kolonisationen och gjorde att de amerikanska kolonisterna inte förslavade de amerikanska urfolken, utan istället började importerade slavar från Afrika via den transatlantiska slavhandeln. 